# Wolfgang Kattnig
Wolfgang Kattnig (1963) es un deportista austríaco que compitió en triatlón. Ganó una medalla de bronce en el Campeonato Europeo de Triatlón de 1990.

## Palmarés internacional
| Campeonato Europeo | Campeonato Europeo | Campeonato Europeo | Campeonato Europeo |
| Año                | Lugar              | Medalla            | Prueba             |
| ------------------ | ------------------ | ------------------ | ------------------ |
| 1990               | Linz (Austria)     | Medalla de bronce  | Individual         |